# Buisscheure
Buisscheure (officieel: Buysscheure) is een gemeente in de Franse Westhoek, in het Franse Noorderdepartement. De gemeente ligt in Frans-Vlaanderen in de streek van het Houtland. 

## Naam
De plaatsnaam van het dorp heeft een Oudnederlandse herkomst. De oudste vermelding is van ca. 1159, als Buscure. Het betreft een samenstelling, waarbij het eerste element waarschijnlijk een genitief is van een persoonsnaam + -schuur (gebouw voor het opbergen van verschillende zaken). De betekenis van de plaatsnaam is dan: 'schuur van waarschijnlijk X'.

## Geografie
Buisscheure grenst aan de gemeenten Rubroek, Noordpene, Nieuwerleet, Lederzele en Broksele. De gemeente heeft ongeveer 450 inwoners. In de gemeente ligt een van de bronnen van de rivier de IJzer; de andere bron ligt in Lederzele.

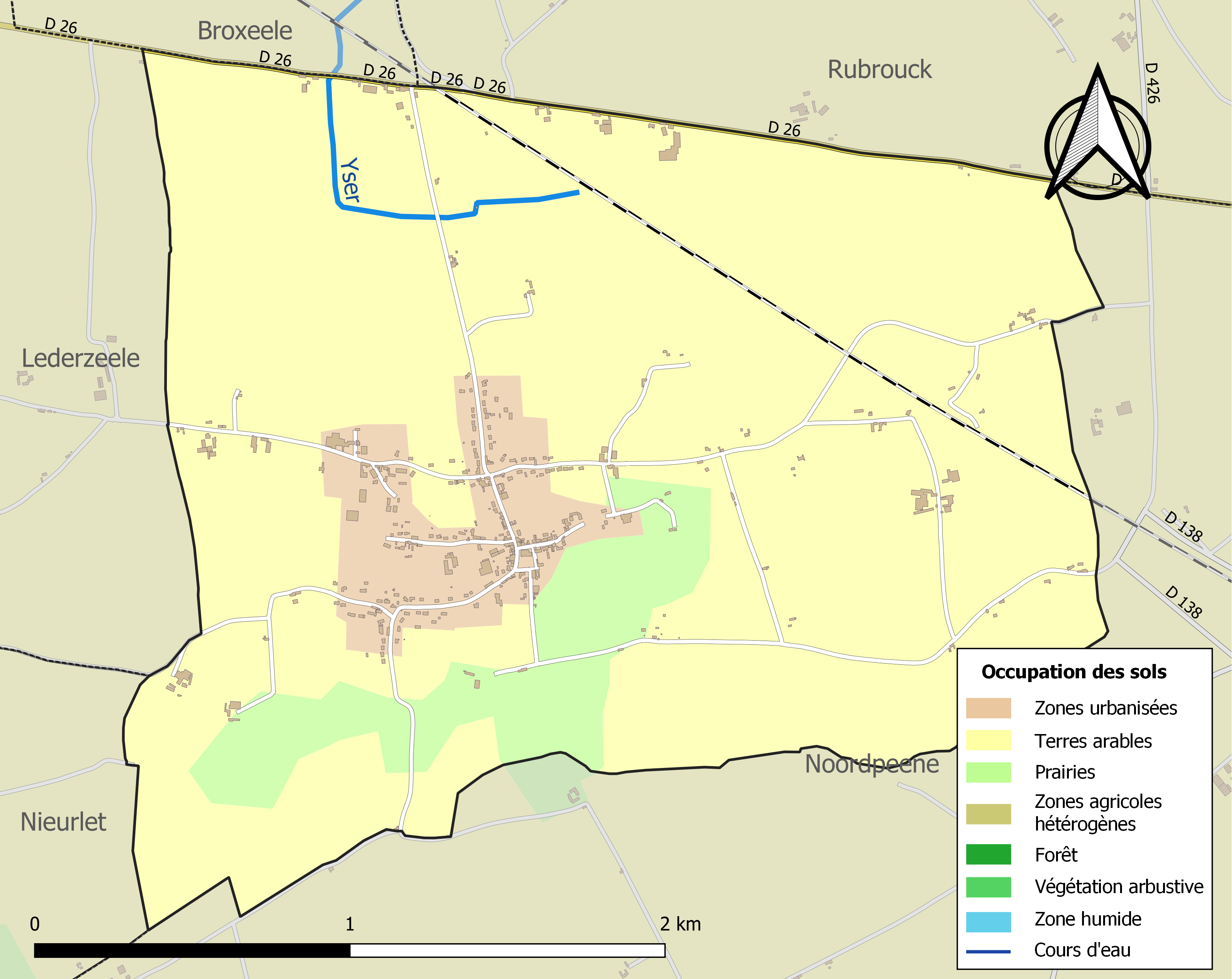
Kaart van de gemeente met de belangrijkste infrastructuur, bodemgebruik en omliggende gemeenten

## Bezienswaardigheden
- De Sint-Jan-de-Doperkerk (Église Saint-Jean-Baptiste)
- Op het Kerkhof van Buisscheure ligt een Brits oorlogsgraf uit de Eerste Wereldoorlog.
- Bij de Cloethoeve ligt een van de bronnen van de IJzer.

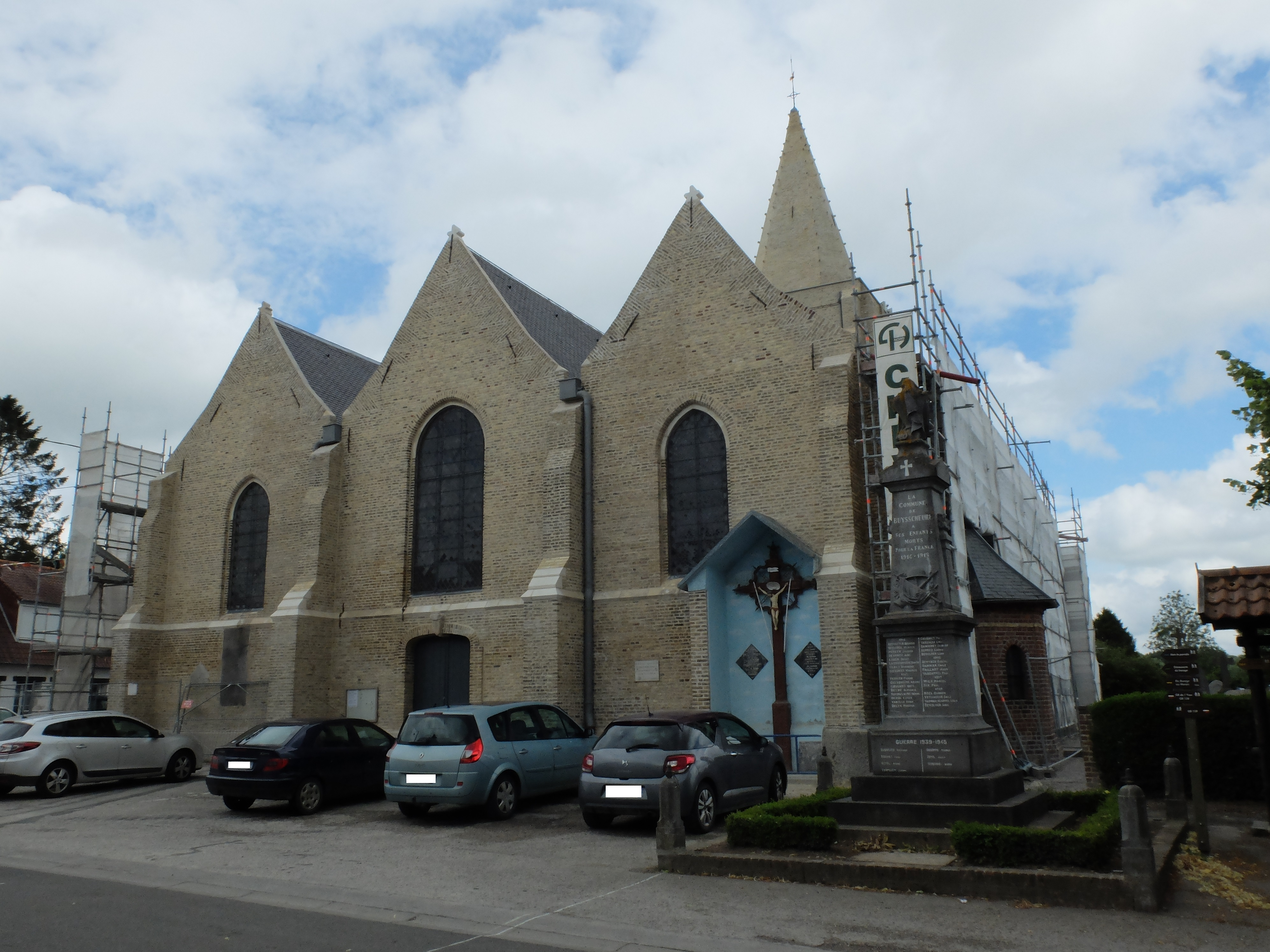
De Sint-Jan-de-Doperkerk
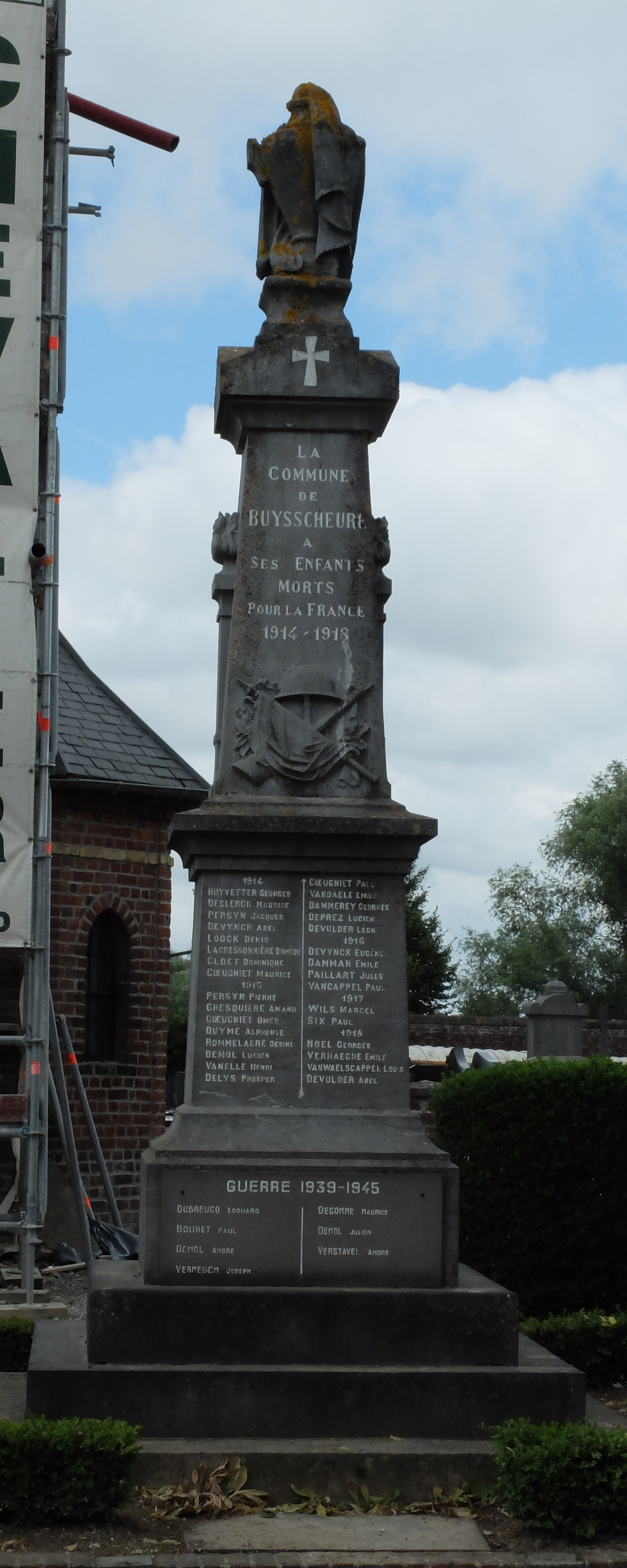
Het Monument voor de Doden
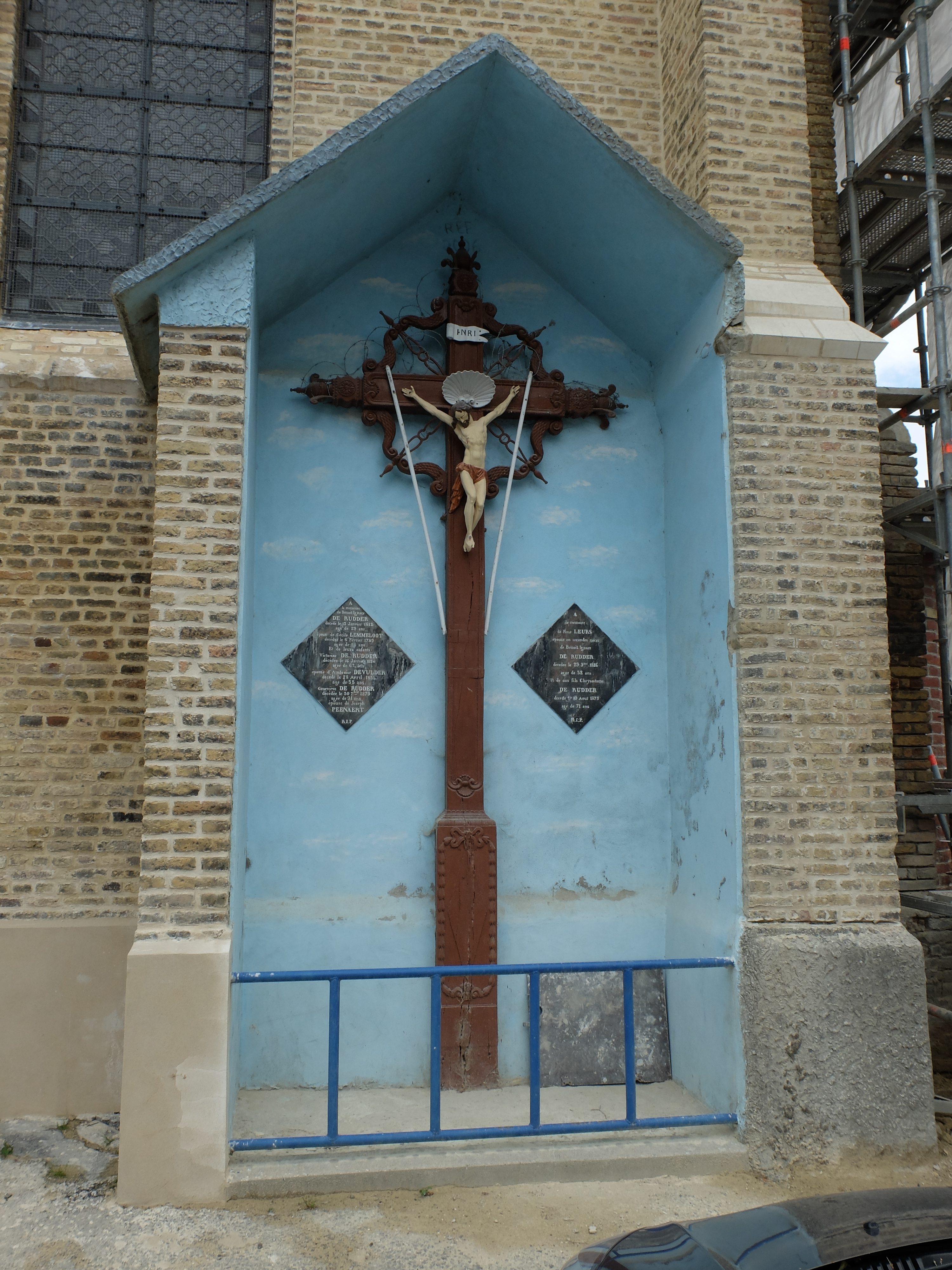
De calvarie van de kerk
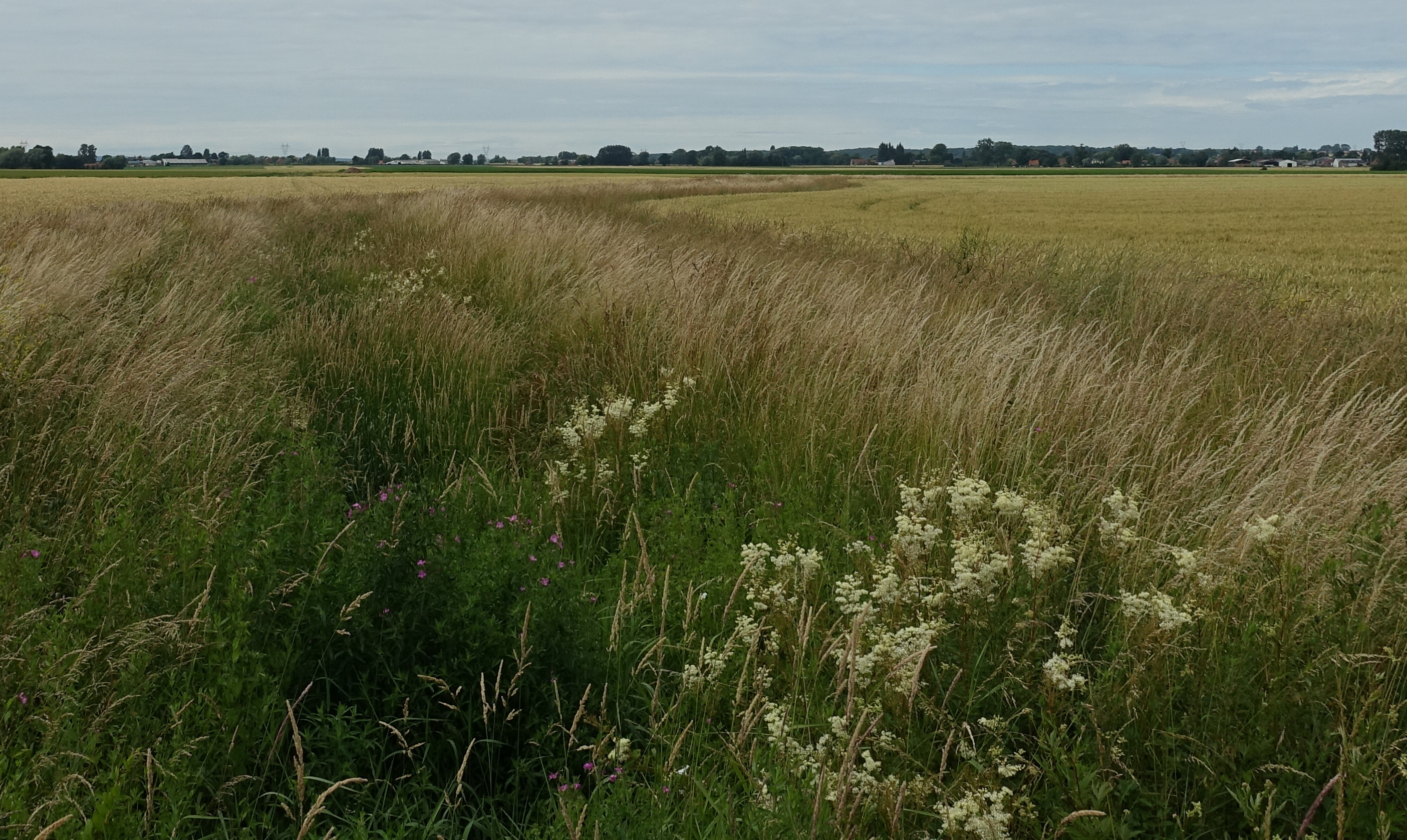
Het kleine stroompje van de IJzer vlak na de bron, zoals dat door de graanvelden loopt.

## Natuur en landschap
Buisscheure ligt in het Houtland op een hoogte van 2-50 meter. Een van de twee bronnen van de IJzer ligt nabij Buisscheure.

## Demografie
Onderstaande figuur toont het verloop van het inwonertal (bron: INSEE-tellingen).

## Nabijgelegen kernen
Broksele, Lederzele, Noordpene

## Beroemde inwoners
- Jan Baptist van Grevelynghe (Tisje-Tasje) (1767-1842)

Arneke · Bambeke · Bavinkhove · Bissezele · Bollezele · Broksele · Buisscheure · Ekelsbeke · Eringem · Hardefoort · Herzele · Holke · Hondschote · Hooimille · Houtkerke · Killem · Krochte · Kwaadieper · Lederzele · Ledringem · Merkegem · Millam · Nieuwerleet · Noordpene · Ochtezele · Oostkappel · Oudezele · Rekspoede · Rubroek · Sint-Momelijn · Soks · Steenvoorde · Terdegem · Volkerinkhove · Warrem · Waten · Wemaarskappel · Westkappel · Wilder · Winnezele · Wormhout · Wulverdinge · Zegerskappel · Zermezele · Zuidpene
Armboutskappel · Arneke · Bambeke · Bavinkhove · Belle · Berten · Bieren · Bissezele · Blaringem · Boeschepe · Boezegem · Bollezele · Borre · Bray-Dunes · Broekburg · Broekkerke · Broksele · Buisscheure · Drinkam · Duinkerke · Ebblingem · Eke · Ekelsbeke · Eringem · Gijvelde · Godewaarsvelde · La Gorgue · Grand-Fort-Philippe · Grevelingen · Groot-Sinten · Hardefoort · Haverskerke · Hazebroek · Herzele · Holke · Hondegem · Hondschote · Hooimille · Houtkerke · Kaaster · Kapelle · Kapellebroek · Kassel · Killem · Kraaiwijk · Krochte · Kwaadieper · Lederzele · Ledringem · Leffrinkhoeke · Linde · Loberge · Loon · Meregem · Merkegem · Merris · Meteren · Millam · Moerbeke · Niepkerke · Nieuw-Berkijn · Nieuw-Koudekerke · Nieuwerleet · Noordpene · Ochtezele · Okselare · Oostkappel · Oud-Berkijn · Oudezele · Pitgam · Pradeels · Rekspoede · Rubroek · Ruisscheure · Sint-Janskappel · Sint-Joris · Sint-Mariakappel · Sint-Momelijn · Sint-Pietersbroek · Sint-Silvesterkappel · Sint-Winoksbergen · Soks · Spijker · Stapel · Steenbeke · Steenvoorde · Steenwerk · Stegers · Stene · Strazele · Terdegem · Téteghem-Coudekerque-Village · Tienen · Uksem · Vleteren · Volkerinkhove · Waalskappel · Warrem · Waten · Wemaarskappel · Westkappel · Wilder · Winnezele · Wormhout · Wulverdinge · Zegerskappel · Zerkel · Zermezele · Zoeterstee · Zuidkote · Zuidpene